# Biologia di sintesi
Il termine biologia di sintesi (o biologia sintetica, dall'inglese synthetic biology) è una disciplina a cavallo tra ingegneria e biologia interessata a costruire sistemi biologici artificiali combinando conoscenze di  chimica, biotecnologia, ingegneria genetica, biologia molecolare, biologia dei sistemi, ingegneria dei tessuti, biofisica, ingegneria chimica, bioinformatica, ingegneria elettrica e delle comunicazioni, biologia evoluzionistica e teoria dei controlli. La biologia sintetica applica tali tecnologie per ingegnerizzare sistemi biologici a scopi di ricerca, ingegneristici e per applicazioni mediche e biotecnologiche.
Sono attualmente nel dominio della biologia sintetica la progettazione e fabbricazione di componenti e sistemi biologici non ancora esistenti in natura e la riprogettazione e produzione di sistemi biologici già presenti in natura.

## Origine del termine
Nel 1974 il genetista polacco Waclaw Szybalski introdusse il termine biologia sintetica scrivendo:
(Waclaw Szybalski)

Quando nel 1978 fu assegnato il Premio Nobel per la medicina a Werner Arber, Daniel Nathans ed Hamilton Smith per la scoperta degli enzimi di restrizione, Szybalski scrisse un editoriale sulla rivista scientifica Gene: 
(Waclaw Szybalski)

## Biologia
I biologi sono interessati a comprendere come funziona la vita in natura. Un modo semplice e diretto per testare la nostra comprensione di come il sistema "vita in natura" funziona, è quello di costruire una versione del sistema in conformità con la nostra attuale comprensione del sistema. I primi lavori di Michael Elowitz nel Repressilator sono un buon esempio di tale lavoro.
Elowitz ha un modello di come l'espressione genica dovrebbe lavorare all'interno della cellula. Per testare il suo modello, ha costruito un pezzo di DNA in accordo con il suo modello, ha posto il DNA all'interno di una cellula vivente, ed ha osservato cosa succedeva.

Questi circuiti sintetici sono la controparte semplificata di più complessi circuiti che si trovano in natura. L'evidenziare lievi differenze tra l'osservazione e l'aspettativa, evidenziano una nuova conoscenza.

Lavori di questo tipo spesso fanno un buon uso della matematica per prevedere e studiare la dinamica del sistema biologico prima di effettuarlo sperimentalmente. Sono stati usati una grande quantità di strumenti matematici, inclusi la Teoria dei grafi, rete booleana, equazione differenziale ordinaria, equazioni differenziali stocastiche, master equation. Buoni esempi sono i lavori di Adam Arkin, Jim Collins e Alexander van Oudenaarden. Confronta anche la PBS Nova special on artificial life.

## Chimica
I sistemi biologici sono sistemi costituiti da sostanze chimiche. Circa 100 anni fa, nella chimica, si verificò la transizione dallo studio delle sostanze naturali al tentativo di studiare e costruire nuove sostanze. Questo spostamento ha portato allo sviluppo del campo della chimica di sintesi. Nella stessa ottica, alcuni aspetti della biologia di sintesi possono essere visti come una estensione ed applicazione della chimica sintetica alla biologia, e comprendono lavori che vanno dalla ricerca di molecole biologiche-chimiche che possano funzionare in sistemi viventi esistenti fino alla creazione di nuove molecole biologiche per sistemi viventi non ancora esistenti e prodotti dall'uomo.
I gruppi di Eric Kool a Stanford, Steven Benner in Florida, Carlos Bustamante a Berkeley, e Jack W. Szostak ad Harvard sono esempi di questa linea.

## Ingegneria
La biologia sintetica include la completa ridefinizione ed espansione della biotecnologia, con il fine ultimo di riuscire a creare e costruire sistemi di bioingegneria che processino informazioni, manipolino agenti chimici, fabbrichino materiali e strutture, producano energia, forniscano cibo, e mantengano ed aumentino la salute umana ed il nostro ambiente.
Un buon esempio di queste tecnologie è nel lavoro di Chris Voigt, che ridisegnò il Type III secretion system (T3SS) usato dalla Salmonella Tiphy murium per secernere proteine della seta di ragno, un materiale biologico particolarmente tenace, al posto delle sue naturali proteine infettive.
Un aspetto chiave della biologia di sintesi è l'enfasi sullo sviluppo di tecnologie di base che rendano l'ingegneria biologica più semplice e più affidabile. Buoni esempi della biologia di sintesi sono il lavoro pionieristico di Tim Gardner e Jim Collinson sulla genetic toggle switch (interruttore genetico) Registry of Standard Biological Parts, il, e la competizione iGEM (International Genetically Engineered Machine).

## Rewriters
I rewriters sono biologi di sintesi che sono interessati nel testare l'idea che, vista l'alta complessità dei sistemi biologici, sarebbe meglio ricostruire i sistemi naturali che ci interessano, in modo da avere surrogati che siano più facile da comprendere e con cui sia più facile interagire.

I rewriters traggono ispirazione dal refactoring, una metodica a volte usata per studiare software.

Drew Endy ed il suo gruppo, hanno effettuato alcuni lavori preliminari sulla rescrittura. In particolare ha sviluppato l'idea del Bio-brick. Il termine è chiaramente derivato dai giochi di costruzione dei bambini. Egli vorrebbe mettere i biologi nella stessa posizione di un ingegnere elettronico che assembla parti che trova in un catalogo(e di cui conosce il funzionamento, ma che non ha progettato, e di cui potrebbe non sapere come funzionano.

## Pratica sugli umani, sfide emergenti sociali, etiche e legali
La potenzialità che possiede la biologia di sintesi, oltre alle notevoli sfide scientifiche, fa nascere nuovi interrogativi su bioetica, biosicurezza, salute, energia e proprietà intellettuale. Una attenzione considerevole è stata data al cosiddetto dual-use. Infatti, per esempio, mentre lo studio della biologia di sintesi può portare ad una modo più efficiente per produrre farmaci, può anche guidare a ridisegnare patogeni potentissimi (ad esempio il vaiolo). In aggiunta a ciò scienziati, finanziatori, uomini deputati alla sicurezza, studiosi di etica si interrogano sui gravi problemi nati dal mileu politico post 11 settembre 2001. Una nuova gamma di attori potenzialmente dannosi e di azioni (ovvero i terroristi), devono ora essere tenuti in considerazione da coloro che cercano di governare il campo della scienza; inoltre Internet e altri nuovi media globali possono fornire l'accesso a know-how tecnologico ed a conoscenze scientifiche.
Una voce importante perché esista un controllo su tali pratiche è svolto da ETC Group. Questo gruppo sostiene che un accesso così globale non può essere controllato a livello nazionale ma ad un più alto livello internazionale. Ritiene anche che dovrebbe esistere una moratoria al rilascio di nuovi organismi sintetici fino a che non vi sia un ampio dibattito sociale. Stanno comparendo alcuni suggerimenti dettagliati per licenziare e monitorare le varie fasi della sintesi genomica. Esiste anche discussione in corso, comprensiva ed aperta sui diritti sociali su OpenWetWare.
Recentemente sono stati fatti molti sforzi per guardare oltre le “questioni sociali”, il modello di etica, politica, e scienza, in relazione alla biologia di sintesi. Questi sforzi rifiutano la convenzione di immaginare la società al di fuori ed a valle delle pratiche scientifiche, cosicché alla bioetica è assegnato il compito di limitare l'impatto negativo della scienza sulla società. Al contrario alcuni recenti approcci, focalizzano su una mutua relazione tra pratiche scientifiche ed umanistiche, in modo da inventare nuove forme di collaborazione tra biologi sintetici, studiosi di etica, analisti politici, finanziatori, scienziati ed attivisti della società civile.
I lavori di collaborazione sulla governance, la società o l'etica, in relazione alla biologia di sintesi, è principalmente costituita da brevi meeting intensivi deputati a produrre linee guida, oppure commissioni permanenti deputati al produrre protocolli o regolamentazioni. Tale lavoro si è rivelato prezioso per identificare i modi in cui la biologia sintetica intensifica già note sfide e tecnologie di DNA ricombinante. Tuttavia, questi moduli non sono adatti per l'individuazione di nuove sfide,nel momento in cui emergono. Un esempio nell'inventare nuovi comportamenti di collaborazione è il Human Practices component of the Synthetic Biology Engineering Research Center (SynBERC), un centro di ricerca della NSF. In Europa, il multi-partner project SYNBIOSAFE, diretto da Markus Schmidt, sta studiando la biosicurezza e gli aspetti etici della biologia di sintesi. L'International Consortium for Polynucleotide Synthesis (ICPS), consorzio internazionale per la sintesi dei polinucleotidi, fu fondato nel 2006 per incoraggiare la condivisione di idee e risorse e per aumentare la salubrità e la sicurezza della biologia di sintesi. Nelle intenzioni dei promotori dell'ICPS sarebbe anche la creazione di un quadro di governance e di protocolli atti a creare un meccanismo di controllo sulla biologia di sintesi (ICPS). Consiste di rappresentanti delle compagnie in Germania, Paesi Bassi, USA, Corea del Sud, agenzie di sicurezza governative ed università.

## Tecnologie chiave
Sono parecchie le tecnologie che hanno un ruolo chiave per lo sviluppo della biologia di sintesi. 
Il concetto chiave include la standardizzazione delle "parti biologiche" ed "astrazione gerarchica" per permettere di usare quelle parti in sistemi di complessità crescente..
L'ottenimento di ciò è aiutato da tecnologie di base di lettura e scrittura del DNA. che sono ottenibili a prezzi sempre più vantaggiosi. (Kurzweil 2001). 

### Sequencing
I Biologi di sintesi fanno uso del DNA sequencing nel loro lavoro, in parecchi modi. Per prima cosa lo sforzo del sequenzare a larga scala il genoma produce una ricchezza di informazione sugli organismi "naturali". Questa informazione fornisce un ricco substrato dal quale i biologi di sintesi possono costruire pezzi. In secondo luogo, i biologi usano il DNA sequencing per verificare di aver costruito ciò che volevano. Come ultimo un veloce, economico e riproducibile sequencing, può facilitare l'identificazione di organismi di sintesi.

### Fabbricazione
Una limitazione importante e critica allo sviluppo della biologia di sintesi, è il tempo e lo sforzo impiegato durante la fabbricazione di sequenze bioingegneristiche. Per accelerare il ciclo della progettazione, fattura, test e riprogettazione, la biologia di sintesi richiede una sintesi del DNA ed un assemblamento degli stessi, più rapida e riproducibile.
Nel 2002 i ricercatori del SUNY Stony Brook riuscirono a sintetizzare il genoma a 7741 basi del poliovirus a partire dalla sua sequenza, producendo il primo organismo sintetico.
Questo dopo due anni di lavoro dilgente.
Nel 2003 fu la volta del batteriofago Phi X 174 di 5386, che fu assemblato in 2 mesi 
Nel 2006 lo stesso team presso il J. Craig Venter Institute, costruì e brevettò il minimal bacterial genome ovvero il genoma minimo di un batterio, chiamato appunto Mycoplasma laboratorium.
È stato riportato che nel 2009 parecchie compagnie offrono la sintesi genetica per sequenze superiori a 2000 basi ad un prezzo di alcuni centesimi di dollaro a base in un tempo di circa 2 settimane.

### Modeling
I Modelli aggiungono informazione alla progettazione di sistemi di ingegneria biologica, consentendo ai biologi di sintesi di meglio prevedere il comportamento del sistema prima di fabbricazione. La biologia sintetica beneficerà di una migliore modello di come le molecole biologiche impegnano i substrati e catalizzano reazioni, di come il DNA codifica le informazioni necessarie per specializzare la cellula e di come si comportano sistemi multi-componente integrati.